# Sport à Oakland (Californie)
Le sport à Oakland, sur la rive est de la baie de San Francisco, est actuellement dominé par trois grandes franchises professionnelles : les Athletics d'Oakland qui évoluent en Ligue majeure de baseball depuis 1968, les Raiders d'Oakland de l'AFL puis de la NFL depuis 1960 et les Warriors du Golden State (NBA) installés à Oakland depuis 1970.

## Les principales installations sportives de Oakland

### Stades
- California Memorial Stadium, stade de football américain (depuis 1923) (à Berkeley)
- Frank Youell Field, stade de football américain (1962-1965)
- McAfee Coliseum, stade de baseball et de football américain (depuis 1966)

### Salles
- Oracle Arena, salle de basket-ball et patinoire de hockey sur glace (depuis 1966)

## Les principaux clubs sportifs basés à Oakland

### Baseball
- Oaks d'Oakland, Pacific Coast League (1903-1955)
- Athletics d'Oakland, MLB (depuis 1968)

### Basket-ball
- Oaks d'Oakland ABA (1967-1969)
- Warriors de Golden State, NBA (depuis 1971)

### Basket-ball féminin
- Legacy de San Francisco, NWBL (2001-2006) (jouent à Oakland)

### Football
- Clippers d'Oakland, NASL (1968)
- Stompers d'Oakland, NASL (1978)

### Football américain
- Raiders d'Oakland, NFL (1960-1981 puis depuis 1995)
- Invaders d'Oakland, USFL (1983-1985)

### Hockey sur glace
- Golden Seals de la Californie, LNH (1967-1976)

### Universitaire
- Golden Bears de la Californie, Pac-12 Conference NCAA (à Berkeley)
- Gaels de Saint Mary's, West Coast Conference NCAA (à Moraga)